# Król elfów

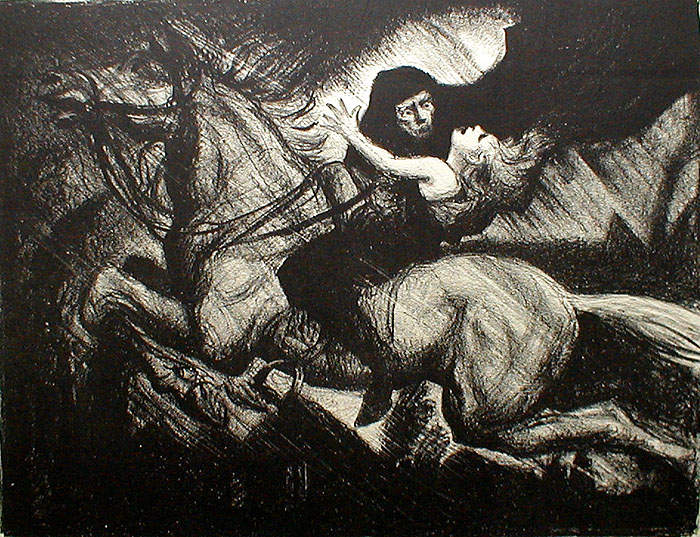
Ilustracja Alberta Sternera, ok. 1910

Król elfów, Król olszyn lub Król olch (oryg. Der Erlkönig) – ballada Johanna Wolfganga von Goethego, napisana w roku 1782. Opisuje śmierć dziecka z rąk nadprzyrodzonej istoty, ducha, tytułowego króla.
Ballada przedstawia ojca z synkiem pędzącego konno przez las wieczorową porą. Na początku wydaje się, że dziecko jedynie majaczy w dziwnej chorobie, lecz ostatni wers przynosi nagły zwrot – dziecko nie żyje.

## Źródła

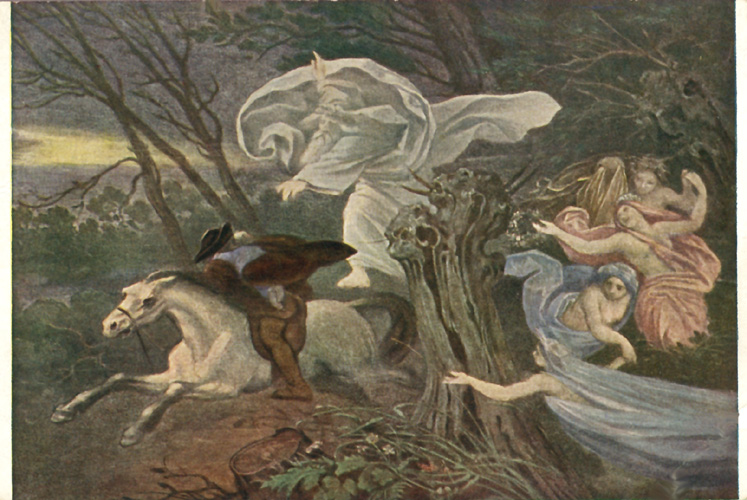
Ilustracja Moritza von Schwinda, ok. 1917

Motyw utworu pochodzi z duńskiej ballady przetłumaczonej na niemiecki przez Johanna Gottfrieda Herdera, w tej wersji postać złego ducha nazywa się ellerkonge, co jest inną formą elverkonge, czyli król elfów. W wersji Herdera pojawia się jako kalka językowa Erlkönig, oznaczająca 'króla olszyn', 'króla olch’. (Północnoniemiecka forma rzeczownika die Erle ‘olcha’ brzmiąca die Eller stała się przyczyną pomyłki tłumacza.)
Do dziś nie rozstrzygnięto sporu o znaczenie tytułu ballady i co zatem idzie o interpretację natury tytułowego króla. Badacze nie są zgodni, czy Goethe o pomyłce Herdera wiedział, czy też odwołał się raczej do wierzeń ludowych związanych z bagnistymi terenami porośniętymi olchami i wierzbami. Miały je zamieszkiwać duchy, oddziałujące na ludzi swoją zgubną mocą. Źródłem wielu przesądów i zabobonów były nie tylko bagna, ale również drewno olchowe, które po rozrąbaniu czerwienieje, jak gdyby krwawiło.
W tradycji folkloru duńskiego i niemieckiego postać króla elfów jest zapowiedzią śmierci, gdyż ukazuje się osobie umierającej. Badacze stojący na stanowisku, że Goethe mógł być świadomy powiązań Erlköniga z elfami, wskazują na etymologię słowa elf i jego związek ze słowem alb (koszmar, zmora senna), co także ma związek z dzieckiem z ballady Goethego.

## Inspiracje

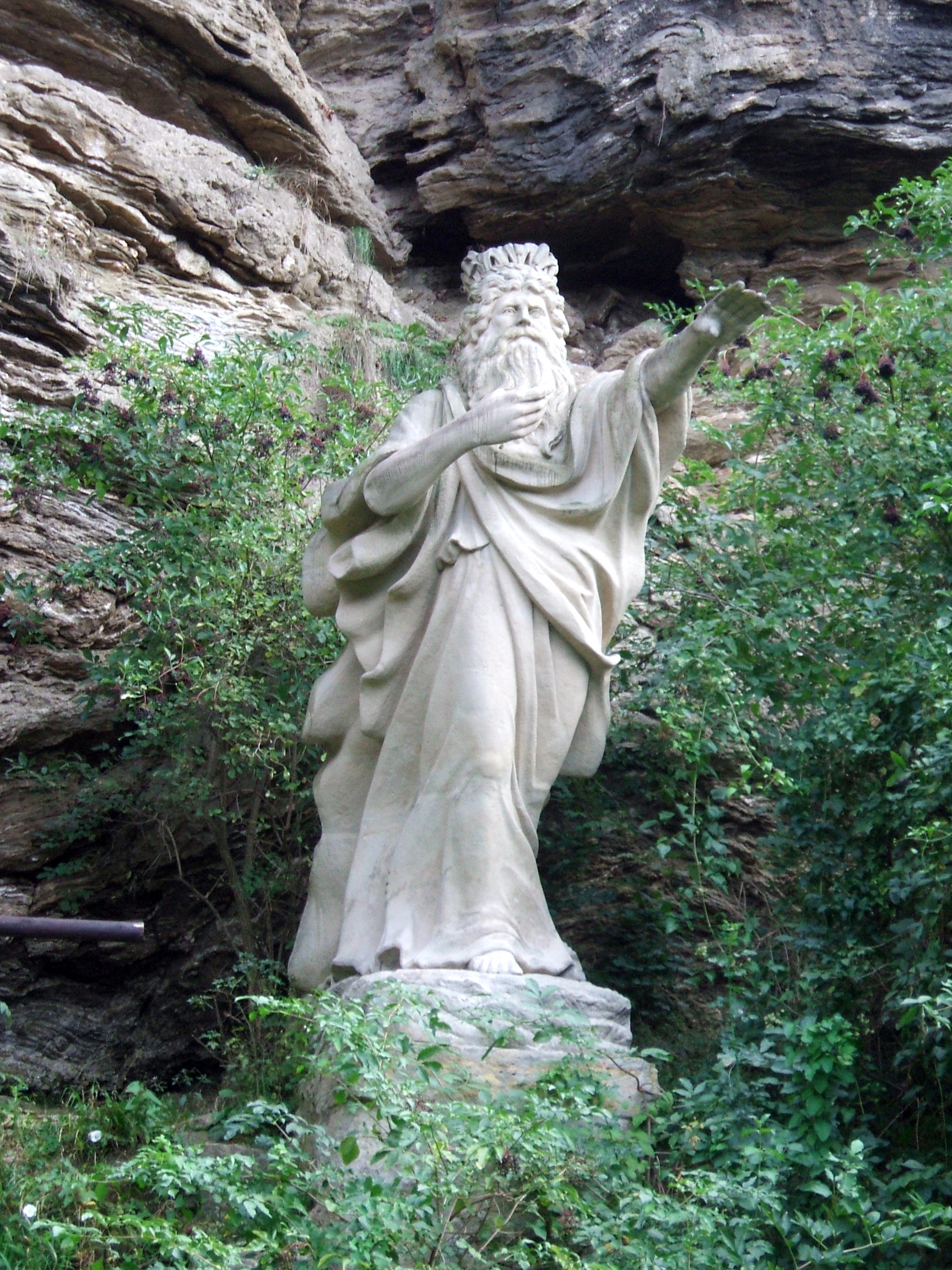
Posąg króla elfów w Jenie

Do tekstu Goethego komponowano wielokrotnie muzykę. Za najbardziej znaną uchodzi kompozycja Franza Schuberta, op. 1 D. 328, z roku 1815. Popularna jest też wersja Carla Loewego.
Ballada zainspirowała również niemiecką grupę Rammstein. W utworze Dalai Lama ojciec leci wraz z synem samolotem. W trakcie podróży syn słyszy przyzywania Władcy Nieba. Oprócz tego niemiecka grupa Obscura wykonująca progresywny death metal w tekście do utworu Incarnated wykorzystuje jeden z angielskich przekładów ballady. Także śląskojęzyczna grupa muzyczna Oberschlesien dokonała własnej interpretacji wraz z wykonaniem w języku śląskim. 
Wiele wyrażeń z ballady weszło na stałe do świadomości Niemców i służy często jako podstawa aluzji i gier słownych. Sama ballada była też wielokrotnie parodiowana.
Do ballady nawiązuje tytuł powieści francuskiego pisarza Michela Tourniera – Król Olch (fr. Le Roi des Aulnes, 1970), sfilmowanej przez Volkera Schlöndorffa (niem. Der Unhold). Książka opowiada historię Francuza zafascynowanego narodowym socjalizmem, który prowadzi przymusową rekrutację młodych chłopców do armii. Ludność uważa go za potwora porywającego bezbronne dzieci i nazywa go Królem Olch.
Do ballady Goethego nawiązał również Andrzej Sapkowski w ostatniej powieści sagi o Wiedźminie Pani Jeziora. Król Elfów, przewodzący Ludowi Olch (a więc de facto Król Olch) więzi w swym świecie Cirillę, jedną z głównych bohaterek sagi.

## Tekst i tłumaczenia
Oryginał składa się z 8 czterowersowych strof, z męskim układem rymów aabb, o wyraźnym rytmie.
Ballada była wielokrotnie tłumaczona na język polski. W użyciu są przynajmniej trzy tytuły:
- Król olszyn przekład Władysława Syrokomli z roku 1856, wszystkie strofy mają 12 sylab i rymy żeńskie
- Król elfów przekład Jadwigi Gamskiej-Łempickiej. Zwrotki składają się z dwóch wersów 12-sylabowych o rymach żeńskich i dwóch wersów 11-sylabowych o rymach męskich
- Król elfów przekład T. Piątkowskiego. Większość zwrotek 11-sylabowych o rymach żeńskich aabb, z wyjątkiem dwóch pierwszych zwrotek liczących od 7 do 9 sylab, częściowo z rymami męskimi
- Król olch swobodny przekład Wisławy Szymborskiej, w rytmie oryginału, wersy męskie.
- Król olch przekład Antoniego Libery, w rytmie oryginału, o rymach aabb
- Król olch w przekładzie Andrzeja Lama
- Król elfów przekład Włodzimierza Lewika